# Henri Dutrochet
Henri René Joachim Dutrochet (14. listopadu 1776 Néons-sur-Creuse – 4. února 1847 Paříž) byl francouzský botanik.

## Život a kariéra
Dutrochet studoval medicínu od roku 1802 na pařížské univerzitě, kde v roce 1806 promoval na doktora. Od roku 1808 působil jako vojenský lékař ve Španělsku. Po onemocnění tyfem žil u Chateau-Renault. Od roku 1810 se věnoval vědecké činnosti a žil v Paříži.
Dutrochet objevil princip osmózy. Jako jeden z prvních botaniků se věnoval dělení buněk. Všiml si také souvislosti mezi přítomností chlorofylu v rostlinách a fotosyntézou. Od roku 1831 byl členem Akademie věd v Paříži.
Je po něm pojmenován maskarénský endemický rostlinný rod Trochetia (Malvaceae).

## Dílo
- L'agent immédiat du mouvement vital dévoilé dans sa nature et dans son mode d'action, chez les végétaux et chez les animaux. Paříž : Dentu, 1826
- Nouvelles Recherches sur l'Endosmose et l'Exosmose, suivies de l'application expérimentales de ces actions physiques à la solution du problême de l'irritabilité végétale. Paříž, 1828
- Observations sur les champignons ; lues à l'Académie. Paříž 1834
- Observations sur les variations accidentelles du mode, suivant lequel les feuilles sont distribuées sur les tiges des végétaux : Lues à l'Académie. Paříž 1834
- De la déviation descendante et ascendante de l'accroissement des arbres en diamètre : Lu à l'Académie. Paříž, 1835
- Observations sur la forme et la structure primitives des Embryons végétaux. Paříž, 1835
- Mémoires Pour Servir À L'Histoire Anatomique Et Physiologique Des Végétaux Et Des Animaux. Paříž: Baillière, 1837